# Internet Explorer 1
Internet Explorer 1, vaak afgekort tot IE1, is de eerste versie van de bekende internetbrowser Internet Explorer van Microsoft. Op 16 augustus 1995 werd IE1 geïntroduceerd. De browser werd meegeleverd met speciale versies van Windows 95. Een paar maanden later werd Internet Explorer 1.5 uitgebracht, deze was ook compatibel met Windows NT. IE1 werd niet meegeleverd met Windows 95 maar het kon er wel op geïnstalleerd worden. De ondersteuning van IE1 is inmiddels afgelopen.

## Uitgavegeschiedenis
| Versies | Build     | Datum            | Vernieuwingen                                                             | Ondersteuning                                                 |
| ------- | --------- | ---------------- | ------------------------------------------------------------------------- | ------------------------------------------------------------- |
| 1.0     | 4.40.308  | 17 augustus 1995 |                                                                           | Windows 95 met Microsoft Plus!                                |
| 1.5     | 0.1.0.10  | 17 januari 1996  | Verbeterde ondersteuning voor fundamentele weergave van tabellen in HTML. | Windows 95, Windows NT 3.5, Windows NT 3.51 en Windows NT 4.0 |
| 1.6     | 1.60.0.10 | 13 maart 1996    | Testversie                                                                | Windows 95, Windows NT 3.5, Windows NT 3.51 en Windows NT 4.0 |